# 张霄
张霄（1964年12月—），男，中华人民共和国政治人物、外交官，曾任中华人民共和国驻乌兹别克斯坦共和国特命全权大使和中华人民共和国驻哈萨克斯坦共和国特命全权大使。

## 经历
张霄毕业于北京外国语学院（今北京外国语大学）俄语系。1987年，进入中华人民共和国外交部工作，先后在外交部礼宾司、外交部苏欧司任科员。1989年，赴苏联列宁格勒国立赫尔岑师范学院进修一年。1990年起，先后在外交部苏欧司、外交部欧亚司、驻乌克兰大使馆任职。2001年，任驻白俄罗斯大使馆参赞。2003年，任驻圣彼得堡总领事馆副总领事。2005年，任外交部欧亚司参赞。2006年，升任外交部欧亚司副司长。2011年4月，出任中华人民共和国驻乌兹别克斯坦大使。2014年，任驻俄罗斯大使馆公使。2017年，任外交部大使。
2018年9月，出任中华人民共和国驻哈萨克斯坦大使。10月8日在哈总统府向纳扎尔巴耶夫总统递交国书。
2020年4月14日，哈萨克斯坦外交部召见大使张霄，表示不满中国网络上流传的文章《哈萨克斯坦为何渴望回归中国》。
2021年5月4日，哈萨克斯坦副总理兼外长穆赫塔尔·特列乌别尔季与张霄举行会谈，特列乌别尔季表示期待“中国+中亚五国”外长会晤机制为繁荣地区发展发挥更大作用。
2024年12月，自驻哈萨克斯坦大使离任。

## 荣誉

### 外国勋章奖章
- 友谊勋章（乌兹别克斯坦，2013年4月3日颁发[10]）
- 二级友谊勋章（哈萨克斯坦，2024年12月2日颁发[11]）

## 家庭
已婚，有一子。